# Brandon Vanlalremdika
Brandon Vanlalremdika (sinh ngày 28 tháng 1 năm 1994) là một cầu thủ bóng đá người Ấn Độ thi đấu ở vị trí tiền đạo cho East Bengal ở I-League.

## Sự nghiệp
Sinh ra ở Mizoram, Vanlalremdika bắt đầu sự nghiệp với Aizawl. Anh là một trong những cầu thủ ghi bàn tại trận đấu ở I-League 2nd Division mà chứng kiến Aizawl thăng hạng I-League khi họ đánh bại Chanmari 4–2.
Vanlalremdika ra mắt cho Aizawl tại I-League ngày 9 tháng 1 năm 2016 trước đương kim vô địch, Mohun Bagan. Anh thi đấu 80 phút trước khi ra sân và Aizawl thất bại 3–1.

## Thống kê I-League
Tính đến 24 tháng 2 năm 2018
| Câu lạc bộ          | Mùa giải            | Giải vô địch        | Giải vô địch | Giải vô địch | Cúp Liên đoàn | Cúp Liên đoàn | Cúp Quốc gia | Cúp Quốc gia | Quốc tế | Quốc tế   | Tổng    | Tổng      |
| Câu lạc bộ          | Mùa giải            | Hạng đấu            | Số trận      | Bàn thắng    | Số trận       | Bàn thắng     | Số trận      | Bàn thắng    | Số trận | Bàn thắng | Số trận | Bàn thắng |
| ------------------- | ------------------- | ------------------- | ------------ | ------------ | ------------- | ------------- | ------------ | ------------ | ------- | --------- | ------- | --------- |
| Aizawl              | 2015–16             | I-League            | 11           | 1            | —             | —             | 0            | 0            | —       | —         | 11      | 1         |
| Aizawl              | 2016–17             | I-League            | 14           | 3            | —             | —             | 0            | 0            | —       | —         | 14      | 3         |
| East Bengal         | 2017–18             | I-League            | 8            | 1            | —             | —             | 0            | 0            | —       | —         | 8       | 1         |
| Tổng cộng sự nghiệp | Tổng cộng sự nghiệp | Tổng cộng sự nghiệp | 33           | 5            | 0             | 0             | 0            | 0            | 0       | 0         | 33      | 5         |